# إل جي أوبتيموس ون
إل جي أوبتيموس ون (بالإنجليزية: LG Optimus One)‏ هو هاتف ذكي من إل جي أليكترونيكس يعمل بنظام أندرويد، تم طرحه في الأسواق في 31 أكتوبر 2010.

## الخصائص
- نظام التشغيل: أندرويد
- الكاميرا الخلفية: 15 ميجابكسل
- الشاشة: إل سي دي
- الوزن: 129 غ (4.6 أونصة)
- المعالج: 600 ميجا هرتز
- الذاكرة: 512 ميجابايت
- التخزين: 512 ميجابايت ذاكرة وميضية